# 弗雷澤城堡
弗雷澤城堡（英語：Castle Fraser）是英國蘇格蘭的一個城堡。弗雷澤城堡是Z計劃城堡之一，修建於1575年。現在弗雷澤城堡由蘇格蘭國民信託所有。

## 外部連結

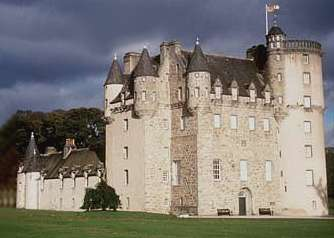
弗雷澤城堡

- NTS Castle Fraser Webpage